# Fraction massique
La fraction massique w est une grandeur utilisée en agroalimentaire, chimie et en métallurgie pour représenter la composition d'un mélange ou d'un alliage, en indiquant la proportion de chaque composant (ingrédient) dans le mélange. La fraction massique wi du composant i est le rapport de la masse mi de ce composant à la masse mtot du mélange :
{\displaystyle w_{i}={\frac {m_{i}}{m_{\text{tot}}}}}
La fraction massique est comprise entre 0 et 1, et la somme des fractions massiques des divers composants vaut, si la liste est exhaustive, exactement 1. Notons que cette contrainte, dite de fermeture, implique sur les plans mathématique et statistique le recours à une approche algébrique non vectorielle, dite d'analyse des données compositionnelles.
En la multipliant par 100, on obtient le pourcentage massique, noté généralement, pour lever toute ambiguïté (par rapport à d'autres unités adimensionnelles), « mas » (également « m », « poids » ou « pds ») :
1 mas = 1 g pour 100 g = 1 kg pour 100 kg
Cette unité permet de décrire simplement la manière de fabriquer un mélange : il suffit de peser les composants. Cependant, elle ne reflète pas les proportions de nombres d'atomes ou de molécules ; lorsque cette information est importante, on utilise plutôt les pourcentages atomiques (« at »). Ces grandeurs (pourcentage et fraction) sont adimensionnelles.
Le terme de teneur est souvent utilisé pour fraction massique dans les aliments, soit, par exemple 10 g de glucides dans 100 g de produit (10 %), donc une fraction massique. Pour les liquides la teneur est exprimée pour 100 ml de produit, pratiquement équivalente à la fraction massique car la masse volumique des aliments est très  proche de 1 kg/l (1 kg/dm3).

## Relation entre fraction massique et concentration massique
La conversion de la concentration massique du composant i, notée ρi, vers la fraction massique {\displaystyle w_{i}}, est donnée par :
{\displaystyle w_{i}={\frac {\rho _{i}}{\rho }}}
où ρ désigne la masse volumique du mélange.